# McQueen (gruppo musicale)
McQueen è una rock band di Brighton, Inghilterra,  formata nel 2004. La band ha pubblicato un solo album (Break The Silence) con la Demolition Records. Le McQueen sono state in tour in tutta Europa ed hanno fatto concerti negli Stati Uniti e in Asia; hanno partecipato allo Unite Festival in Vietnam nel 2007, di fronte ad una platea di 15.000 persone.

## Membri
L'attuale line up delle McQueen è la seguente:
- Leah Duors  - voce
- Hayley Cramer - batteria
- Cat de Casanove - chitarra

Membri passati:
- Hattie Williams - basso 2004-2004
- Sophie Taylor - basso 2004-2006 e 2008-2008
- Gina Collins - basso (da gennaio a settembre del 2007)
- Kat Bax - basso (ottobre e novembre del 2007)

Sostituti temporanei:
- Vicky Smith - basso (dicembre 2006, luglio 2007, dicembre 2007)

## Discografia

### Album

#### Break the Silence
Pubblicato il 22 gennaio 2007 con la Demolition Records.
Tracklist:
1. Neurotic
2. Dirt
3. Running out of Things to Say
4. Break the Silence
5. Numb
6. Line Went Dead
7. Blinded
8. Bitch
9. Not for Sale
10. (Don't Know How To) Break It to You

### EP
You Leave me Dead/Like I Care Pubblicato il primo novembre 2004 con la Furry Tongue Records

### Singoli
- Running Out of Things To Say Pubblicato nel 2005 con la Furry Tongue Records

Lato B: Life Support ICU
- Line Went Dead Pubblicato su internet solo attraverso la Demolition Records 2007

## Esibizioni live
Le McQueen hanno iniziato ad esibirsi in concerti in luoghi vicini alla loro città natale, Brighton, nel febbraio del 2004. Dal giugno dello stesso anno, hanno iniziato a suonare a Londra, e da lì hanno iniziato a girare il Regno Unito con band di supporto per alcuni gruppi più conosciuti, come Roxy Saint e The Holiday Plan. Il loro primo tour da protagoniste è stato un tour universitario a gennaio/febbraio del 2005. Hanno suonato in sette università del Regno Unito. Il 2005 ha anche assistito alla prima esibizione live delle McQueen lontano dal Regno Unito, all'Highfields Festival, in Germania, dove hanno suonato di fianco a band del calibro di Foo Fighters, Queens of the Stone Age e Incubus.
Da quando hanno iniziato, le McQueen sono state in tour con nomi di rilievo come W.A.S.P., Hanoi Rocks e Wednesday 13, ed hanno supportato gli Aerosmith all'Hyde Park Calling nel giugno del 2007. Sono partite con il loro VERO tour da protagoniste nel Regno Unito a gennaio del 2007, per promuovere la pubblicazione del loro primo album. Nell’estate 2007 sono approdare in Italia e si sono esibite al Nel Nome del Rock Festival a Palestrina (RM). Nel 2008 si sono esibite come band di supporto dei Velvet Revolver in varie date del loro Revolution Tour 2008. Hanno supportato anche gli HIM nel loro Down Under tour.
Recentemente, le McQueen sono apparse insieme a Slash al Gibson Summer Jam 2008 a Nashville, Tennessee.